# Pokrowskoje (rejon artiomowski)
Pokrowskoje (ros. Покровское) – wieś (sieło) w Rosji, w obwodzie swierdłowskim, w rejonie artiomowskim. W 2010 liczyła 2687 mieszkańców.